# Nekrolog Dezember 2012
Nekrolog
◄◄
| ◄
| 2008
| 2009
| 2010
| 2011
| 2012 | 2013 | 2014 | 2015 | 2016 | ► | ►►
Januar |
Februar |
März |
April |
Mai |
Juni |
Juli |
August |
September |
Oktober |
November |
Dezember 2012
Weitere Ereignisse | Allgemeiner Nekrolog 2012
Die Beschreibung der verstorbenen Person sollte so kurz wie möglich gehalten sein und nur deren signifikante Tätigkeit(en) enthalten.
Neue Namen ggf. auch unter dem Geburts- und Sterbedatum, also etwa unter 1. Januar und im Geburts- und Sterbejahr (2024) eintragen (nur bei entsprechender großer Wichtigkeit). Für Beispiele siehe die schon vorhandenen Artikel.
Außerdem über die fünf zuletzt Verstorbenen, zu denen es einen ausreichend guten Artikel für eine Präsentation auf der Hauptseite gibt, nach der todesbedingten Überarbeitung der Artikel ggf. auch unter Wikipedia Diskussion:Hauptseite informieren und sie am besten auch in den anderen Wikipedia-Sprachversionen eintragen. Tipp: Regelmäßig bei news.google.de nach „ist tot“, „gestorben“ oder „verstorben“ suchen.
Wenn eine Person gestorben ist, gibt es viele Seiten zu dieser Person in der Wikipedia, die davon auch betroffen sind und entsprechend aktualisiert werden müssen. Beispiele: Namenübersichtsseite, Geburtsjahr, Geburtsort-Seiten und viele mehr.
Wie finde ich die betroffenen Seiten?
Im Suchfeld auf der linken Seite gibt man den Suchbegriff so ein: „Vorname Nachname“. Dann klickt man auf Volltext und alle Seiten mit entsprechendem Suchtext werden aufgerufen. Hier sieht man dann schnell, wo auch das Todesjahr Sinn macht oder sogar ein Teil des Artikels angepasst werden muss. Auch hilft das „Werkzeug“ auf der linken Seite sehr gut, um solche Seiten aufzufinden: „Links auf diese Seite“. Somit ist die Wikipedia wieder aktuell in allen Bereichen! Hinweis: bei Eintragung der Kategorie „Gestorben JAHR“ wird der Missbrauchsfilter 49 ausgelöst, was jedoch nicht schlimm ist. Siehe: Spezial:Missbrauchsfilter/49
Dies ist eine Liste von im Dezember 2012 verstorbenen bekannten Persönlichkeiten. Die Einträge erfolgen innerhalb der einzelnen Daten alphabetisch sortiert. Tiere sind im Nekrolog für Tiere zu finden.

## Dezember
| Tag          | Name                                     | Beruf, bekannt als                                                                                              | Alter | Beleg                                                                                   |
| ------------ | ---------------------------------------- | --- | ----- | --------------------------------------------------------------------------------------- |
| 1. Dezember  | Raymond Ausloos                          | belgischer Fußballtorhüter                                                                                      | 82    |                                                                                         |
| 1. Dezember  | Jovan Belcher                            | US-amerikanischer American-Football-Spieler                                                                     | 25    |                                                                                         |
| 1. Dezember  | José Bénazéraf                           | französischer Filmregisseur, -produzent und Drehbuchautor                                                       | 90    |                                                                                         |
| 1. Dezember  | Gunter Benkißer                          | deutscher Ingenieurwissenschaftler und Hochschullehrer                                                          | 73    |                                                                                         |
| 1. Dezember  | Arthur Chaskalson                        | südafrikanischer Politiker                                                                                      | 81    |                                                                                         |
| 1. Dezember  | Mitchell Cole                            | englischer Fußballspieler                                                                                       | 27    |                                                                                         |
| 1. Dezember  | Ioannis Christodoulos Kallos Kalogerakis | US-amerikanischer Bischof                                                                                       | 84    |                                                                                         |
| 1. Dezember  | Siegfried Koesler                        | deutscher Kirchenmusiker und Domkapellmeister                                                                   | 74    |                                                                                         |
| 1. Dezember  | Reinhard Leue                            | deutscher evangelischer Theologe, Publizist und Autor                                                           | 83    |                                                                                         |
| 1. Dezember  | Makss Levitanuss                         | lettischer Fußballspieler und -trainer                                                                          | 96    |                                                                                         |
| 1. Dezember  | Onofre Lovero                            | argentinischer Schauspieler                                                                                     | 87    |                                                                                         |
| 1. Dezember  | Rick Majerus                             | US-amerikanischer Basketballtrainer                                                                             | 64    |                                                                                         |
| 1. Dezember  | Edouard Saouma                           | libanesischer Generalsekretär der Ernährungs- und Landwirtschaftsorganisation der Vereinten Nationen            | 86    |                                                                                         |
| 1. Dezember  | Karl-Ludwig Selig                        | deutsch-amerikanischer Romanist und Hispanist                                                                   | 86    |                                                                                         |
| 1. Dezember  | Bhim Bahadur Tamang                      | nepalesischer Politiker                                                                                         | 78    |                                                                                         |
| 1. Dezember  | Phil Taylor                              | englischer Fußballspieler und -manager                                                                          | 95    |                                                                                         |
| 1. Dezember  | Manuel „Coco“ Verdes Regueira            | uruguayischer Fußballspieler                                                                                    | ??    |                                                                                         |
| 1. Dezember  | Yoshinori Watanabe                       | japanischer Yakuza-Boss                                                                                         | 71    |                                                                                         |
| 2. Dezember  | Maria Fołtyn                             | polnische Opernsängerin und -direktorin                                                                         | 88    |                                                                                         |
| 2. Dezember  | Reinhard Hepting                         | deutscher Rechtswissenschaftler                                                                                 | 66    |                                                                                         |
| 2. Dezember  | Israel Keyes                             | US-amerikanischer Serienmörder                                                                                  | 34    |                                                                                         |
| 2. Dezember  | Horst Klein                              | deutscher Physiker                                                                                              | ≈81   |                                                                                         |
| 2. Dezember  | Julius Kovazh                            | österreichischer Fußball-Nationalspieler                                                                        | 82    |                                                                                         |
| 2. Dezember  | Ehsan Naraghi                            | iranischer Soziologe                                                                                            | 86    |                                                                                         |
| 2. Dezember  | Klaus Ohmsen                             | deutscher Fußballschiedsrichter                                                                                 | 77    |                                                                                         |
| 2. Dezember  | Décio Pignatari                          | brasilianischer Poet, Essayist und Übersetzer                                                                   | 85    |                                                                                         |
| 2. Dezember  | Azumir Veríssimo                         | brasilianischer Fußballspieler                                                                                  | 77    |                                                                                         |
| 3. Dezember  | Jules Mikhael Al-Jamil                   | libanesischer Erzbischof                                                                                        | 74    |                                                                                         |
| 3. Dezember  | Leo Rajendram Antony                     | sri-lankischer Bischof                                                                                          | 85    |                                                                                         |
| 3. Dezember  | Iwan Boboszko                            | ukrainischer Fußballspieler und -trainer                                                                        | 82    |                                                                                         |
| 3. Dezember  | Georgi Borissenko                        | sowjetischer Schachspieler und -trainer                                                                         | 90    |                                                                                         |
| 3. Dezember  | Boris Breskvar                           | jugoslawischer Tennistrainer                                                                                    | 70    |                                                                                         |
| 3. Dezember  | Fjodor Chitruk                           | russischer Animator und Filmregisseur                                                                           | 95    |                                                                                         |
| 3. Dezember  | Josef Fischer                            | Schweizer Politiker                                                                                             | 87    |                                                                                         |
| 3. Dezember  | Norbert Hilschmann                       | deutscher Immunologe und Biochemiker                                                                            | 81    |                                                                                         |
| 3. Dezember  | Peter Kiesewetter                        | deutscher Komponist                                                                                             | 67    |                                                                                         |
| 3. Dezember  | Luis Lázaro                              | spanischer Schauspieler und Drehbuchautor                                                                       | 54    |                                                                                         |
| 3. Dezember  | Eileen Moran                             | US-amerikanische Visual-Effect-Produzentin                                                                      | 60    |                                                                                         |
| 3. Dezember  | Janet Shaw                               | australische Radsportlerin                                                                                      | 46    | [ 1 ]                                                                                   |
| 3. Dezember  | Hermann Klemeyer                         | deutscher Flötist und Hochschullehrer                                                                           | 69    |                                                                                         |
| 3. Dezember  | Jeroen Willems                           | niederländischer Schauspieler und Sänger                                                                        | 50    |                                                                                         |
| 4. Dezember  | José Alves da Costa                      | brasilianischer Bischof                                                                                         | 73    | [ 2 ]                                                                                   |
| 4. Dezember  | Wassili Below                            | russischer Schriftsteller                                                                                       | 80    |                                                                                         |
| 4. Dezember  | Tommy Berggren                           | schwedischer Fußballspieler                                                                                     | 62    |                                                                                         |
| 4. Dezember  | Jean Bollack                             | französischer Philologe und Philosoph                                                                           | 89    |                                                                                         |
| 4. Dezember  | Jack Bascom Brooks                       | US-amerikanischer Politiker                                                                                     | 89    |                                                                                         |
| 4. Dezember  | Miguel Calero                            | kolumbianischer Fußballspieler                                                                                  | 41    |                                                                                         |
| 4. Dezember  | Besse Cooper                             | US-amerikanische Frau, ältester lebender Mensch                                                                 | 116   |                                                                                         |
| 4. Dezember  | Tony Deane-Drummond                      | britischer Generalmajor                                                                                         | 95    |                                                                                         |
| 4. Dezember  | Gerrit van Dijk                          | niederländischer Trickfilmer                                                                                    | 73    |                                                                                         |
| 4. Dezember  | Enebeli Elebuwa                          | nigerianischer Schauspieler                                                                                     | 65    |                                                                                         |
| 4. Dezember  | Massimo Giustetti                        | italienischer Bischof                                                                                           | 86    |                                                                                         |
| 4. Dezember  | Jonathan Harvey                          | britischer Komponist                                                                                            | 73    |                                                                                         |
| 4. Dezember  | Miroslav Klůc                            | tschechischer Eishockeyspieler und -trainer                                                                     | 90    |                                                                                         |
| 4. Dezember  | Branislav Milinković                     | serbischer Diplomat                                                                                             | 52    |                                                                                         |
| 4. Dezember  | Robert Monclar                           | französischer Basketballspieler                                                                                 | 82    |                                                                                         |
| 5. Dezember  | Hermann Beham                            | deutscher Politiker                                                                                             | 76    |                                                                                         |
| 5. Dezember  | Joaquim Benite                           | portugiesischer Theaterregisseur und Autor                                                                      | 69    |                                                                                         |
| 5. Dezember  | Erwin Bischofberger                      | schwedischer Jesuit und Medizinethiker                                                                          | 76    |                                                                                         |
| 5. Dezember  | Dave Brubeck                             | US-amerikanischer Jazz-Pianist                                                                                  | 91    |                                                                                         |
| 5. Dezember  | Wilhelmus Joannes Demarteau              | niederländischer Bischof                                                                                        | 95    |                                                                                         |
| 5. Dezember  | Frigyes Hollósi                          | ungarischer Schauspieler                                                                                        | 71    |                                                                                         |
| 5. Dezember  | Ignatius IV.                             | griechisch-orthodoxer Patriarch                                                                                 | 91    |                                                                                         |
| 5. Dezember  | Nakamura Kanzaburō XVIII                 | japanischer Schauspieler                                                                                        | 55    |                                                                                         |
| 5. Dezember  | Sarah Kirsch                             | US-amerikanische Musikerin                                                                                      | ??    |                                                                                         |
| 5. Dezember  | Friedrich A. Kinkele                     | deutscher Unternehmer                                                                                           | 63    |                                                                                         |
| 5. Dezember  | Joachim Knaack                           | deutscher Mediziner und Hobby-Ichthyologe                                                                       | 79    |                                                                                         |
| 5. Dezember  | Bernd Laube                              | deutscher Fußballspieler                                                                                        | 62    |                                                                                         |
| 5. Dezember  | Elisabeth Murdoch                        | australische Unternehmerin                                                                                      | 103   |                                                                                         |
| 5. Dezember  | Yves Niaré                               | französischer Leichtathlet                                                                                      | 35    |                                                                                         |
| 5. Dezember  | Oscar Niemeyer                           | brasilianischer Architekt                                                                                       | 104   |                                                                                         |
| 5. Dezember  | Doug Smith                               | schottischer Fußballspieler und -manager                                                                        | 75    |                                                                                         |
| 5. Dezember  | Hans-Jürgen Skorna                       | deutscher Germanist und Hochschullehrer                                                                         | 86    | [ 3 ]                                                                                   |
| 6. Dezember  | Dietrich Bünemann                        | deutscher Physiker                                                                                              | 90    |                                                                                         |
| 6. Dezember  | Miguel Abia Biteo Boricó                 | äquatorialguineischer Politiker                                                                                 | 51    |                                                                                         |
| 6. Dezember  | Ed Cassidy                               | US-amerikanischer Schlagzeuger                                                                                  | 89    |                                                                                         |
| 6. Dezember  | Bim Diederich                            | luxemburgischer Radrennfahrer                                                                                   | 90    |                                                                                         |
| 6. Dezember  | Edwin Dorner                             | deutscher Schauspieler und Hörspielsprecher                                                                     | 86    |                                                                                         |
| 6. Dezember  | David Favrholdt                          | dänischer Philosoph                                                                                             | 81    |                                                                                         |
| 6. Dezember  | Keitani Graham                           | mikronesischer Ringer                                                                                           | 32    | [ 4 ]                                                                                   |
| 6. Dezember  | Heribert A. Hilgers                      | deutscher Wissenschaftler                                                                                       | 77    | (PDF; 193 kB)                                                                           |
| 6. Dezember  | Huw Lloyd-Langton                        | britischer Gitarrist                                                                                            | 61    |                                                                                         |
| 6. Dezember  | Giovanni Sostero                         | italienischer Astronom                                                                                          | 48    |                                                                                         |
| 6. Dezember  | Pedro Vaz                                | uruguayischer Politiker und Diplomat                                                                            | 49    |                                                                                         |
| 7. Dezember  | Erwin Dahinden                           | Schweizer Militärdiplomat, Jurist und Brigadier                                                                 | 55    |                                                                                         |
| 7. Dezember  | Gilbert Durand                           | französischer Anthropologe und Essayist                                                                         | 91    |                                                                                         |
| 7. Dezember  | Rudolf Haunschmid                        | österreichischer Antifaschist und Gewerkschafter                                                                | 90    |                                                                                         |
| 7. Dezember  | Denis Houf                               | belgischer Fußballspieler                                                                                       | 80    |                                                                                         |
| 7. Dezember  | Nikola Ilić                              | serbischer Basketballspieler                                                                                    | 27    |                                                                                         |
| 7. Dezember  | Roelof Kruisinga                         | niederländischer Politiker                                                                                      | 90    |                                                                                         |
| 7. Dezember  | Arthur Larsen                            | US-amerikanischer Tennisspieler                                                                                 | 87    |                                                                                         |
| 7. Dezember  | Jeni LeGon                               | US-amerikanische Tänzerin                                                                                       | 96    |                                                                                         |
| 7. Dezember  | Otmar Leist                              | deutscher Schriftsteller                                                                                        | 91    |                                                                                         |
| 7. Dezember  | Annette Meyhöfer                         | deutsche Journalistin und Autorin                                                                               | 53    |                                                                                         |
| 7. Dezember  | Marty Reisman                            | US-amerikanischer Tischtennisspieler                                                                            | 82    |                                                                                         |
| 7. Dezember  | Jacques Rigaud                           | französischer Politiker und Rundfunkdirektor                                                                    | 80    |                                                                                         |
| 7. Dezember  | Sabine Röhl                              | deutsche Politikerin                                                                                            | 54    |                                                                                         |
| 7. Dezember  | Rüdiger Schott                           | deutscher Ethnologe und Erzählforscher                                                                          | 84    |                                                                                         |
| 7. Dezember  | August Verhaegen                         | belgischer Radrennfahrer                                                                                        | 71    |                                                                                         |
| 8. Dezember  | Jerry Brown                              | US-amerikanischer American-Football-Spieler                                                                     | 25    |                                                                                         |
| 8. Dezember  | Bernhard Ernst                           | österreichischer Politiker                                                                                      | 51    |                                                                                         |
| 8. Dezember  | John Gowans                              | britischer General der Heilsarmee                                                                               | 78    |                                                                                         |
| 8. Dezember  | Ludwig Hagspiel                          | österreichischer Politiker (ÖVP)                                                                                | 90    |                                                                                         |
| 8. Dezember  | Günther Klatt                            | deutscher Jazzmusiker, Maler und Bildhauer                                                                      | 55    |                                                                                         |
| 8. Dezember  | Ambrose Madtha                           | indischer Erzbischof                                                                                            | 57    |                                                                                         |
| 8. Dezember  | Hal Schaefer                             | US-amerikanischer Jazzmusiker und Filmkomponist                                                                 | 87    |                                                                                         |
| 8. Dezember  | Dan Zur                                  | israelischer Architekt                                                                                          | 86    |                                                                                         |
| 9. Dezember  | Mathews Mar Barnabas                     | indischer Metropolit                                                                                            | 88    |                                                                                         |
| 9. Dezember  | Béla Nagy Abodi                          | ungarischer Maler                                                                                               | 94    |                                                                                         |
| 9. Dezember  | Michael Bürsch                           | deutscher Politiker                                                                                             | 70    |                                                                                         |
| 9. Dezember  | Klaus Gerth                              | deutscher Germanist                                                                                             | 86    |                                                                                         |
| 9. Dezember  | Günther Hartmann                         | deutscher Ethnologe                                                                                             | 88    |                                                                                         |
| 9. Dezember  | Orlando Henríquez                        | honduranischer Journalist und Politiker                                                                         | 85    |                                                                                         |
| 9. Dezember  | Uwe Hüffer                               | deutscher Rechtswissenschaftler                                                                                 | 73    |                                                                                         |
| 9. Dezember  | Hartmut Köhler                           | deutscher Literaturwissenschaftler und Übersetzer                                                               | 72    |                                                                                         |
| 9. Dezember  | Ivan Ljavinec                            | tschechischer Bischof                                                                                           | 89    |                                                                                         |
| 9. Dezember  | Patrick Moore                            | britischer Astronom und Schriftsteller                                                                          | 89    |                                                                                         |
| 9. Dezember  | Alex Moulton                             | britischer Erfinder                                                                                             | 92    |                                                                                         |
| 9. Dezember  | André Nelis                              | belgischer Segler                                                                                               | 77    |                                                                                         |
| 9. Dezember  | Kurt Neubauer                            | deutscher Politiker                                                                                             | 90    |                                                                                         |
| 9. Dezember  | Peter Proksch                            | österreichischer Maler                                                                                          | 77    |                                                                                         |
| 9. Dezember  | Jenni Rivera                             | mexikanisch-amerikanische Sängerin                                                                              | 43    |                                                                                         |
| 9. Dezember  | Charles Rosen                            | US-amerikanischer Pianist und Musiktheoretiker                                                                  | 85    |                                                                                         |
| 9. Dezember  | Riccardo Schicchi                        | italienischer Filmregisseur und Drehbuchautor                                                                   | 59    |                                                                                         |
| 9. Dezember  | Norman Joseph Woodland                   | US-amerikanischer Erfinder                                                                                      | 91    |                                                                                         |
| 10. Dezember | Iajuddin Ahmed                           | bangladeschischer Politiker                                                                                     | 81    |                                                                                         |
| 10. Dezember | Wladimir Bakulin                         | sowjetischer Ringer                                                                                             | 73    |                                                                                         |
| 10. Dezember | Antonio Cubillo                          | spanischer Politiker, Anwalt und kanarischer Separatist                                                         | 82    |                                                                                         |
| 10. Dezember | Lisa della Casa                          | Schweizer Opernsängerin                                                                                         | 93    |                                                                                         |
| 10. Dezember | Ed Grady                                 | US-amerikanischer Schauspieler                                                                                  | 89    |                                                                                         |
| 10. Dezember | Albert O. Hirschman                      | US-amerikanischer Soziologe und Ökonom                                                                          | 97    |                                                                                         |
| 10. Dezember | Jacques Jullien                          | französischer Erzbischof                                                                                        | 83    |                                                                                         |
| 10. Dezember | Bob Munden                               | US-amerikanischer Unterhaltungskünstler                                                                         | 70    |                                                                                         |
| 10. Dezember | Stefan Raaff                             | deutscher Boxer                                                                                                 | 45    |                                                                                         |
| 10. Dezember | Paul Rauch                               | US-amerikanischer Film- und Fernsehproduzent                                                                    | 78    |                                                                                         |
| 10. Dezember | Reiner Arntz                             | deutscher Jurist                                                                                                | 69    |                                                                                         |
| 10. Dezember | John Small                               | US-amerikanischer Football-Spieler                                                                              | 66    |                                                                                         |
| 10. Dezember | Gerhard Schoenberner                     | deutscher Autor und Filmhistoriker                                                                              | 81    |                                                                                         |
| 11. Dezember | Toni Blankenheim                         | deutscher Opernsänger                                                                                           | 90    |                                                                                         |
| 11. Dezember | Theo Knorr                               | deutscher Politiker                                                                                             | 89    |                                                                                         |
| 11. Dezember | Antonie Hegerlíková                      | tschechische Schauspielerin                                                                                     | 89    |                                                                                         |
| 11. Dezember | Ekkehard Kallee                          | deutscher Hochschulprofessor und Nuklearmediziner                                                               | 90    | (PDF; 641 kB)                                                                           |
| 11. Dezember | Ilka Brunhilde Laurito                   | brasilianische Schriftstellerin                                                                                 | 87    |                                                                                         |
| 11. Dezember | Bernhard Leisering                       | deutscher Architekt                                                                                             | 61    |                                                                                         |
| 11. Dezember | Pedro Reginaldo Lira                     | argentinischer Bischof                                                                                          | 97    |                                                                                         |
| 11. Dezember | Stanisław Murzyniak                      | polnischer Skispringer                                                                                          | 71    |                                                                                         |
| 11. Dezember | Gérard Rasquin                           | luxemburgischer Leichtathlet und Sportfunktionär                                                                | 85    |                                                                                         |
| 11. Dezember | Ravi Shankar                             | indischer Musiker und Komponist                                                                                 | 92    |                                                                                         |
| 11. Dezember | Walter Francis Sullivan                  | US-amerikanischer Bischof                                                                                       | 84    |                                                                                         |
| 11. Dezember | Klaus Schwarzwäller                      | deutscher Theologe und Hochschullehrer                                                                          | 77    |                                                                                         |
| 11. Dezember | Gerschon Tzipor                          | israelischer Architekt und Stadtplaner                                                                          | 81    |                                                                                         |
| 11. Dezember | Galina Wischnewskaja                     | russische Sopranistin                                                                                           | 86    |                                                                                         |
| 12. Dezember | Gottfried Albrecht                       | deutscher Diplomat                                                                                              | 79    |                                                                                         |
| 12. Dezember | Ray Briem                                | US-amerikanischer Rundfunkmoderator                                                                             | 82    |                                                                                         |
| 12. Dezember | Alfred Delcourt                          | belgischer Fußballschiedsrichter                                                                                | 83    |                                                                                         |
| 12. Dezember | DJ Pierre                                | deutscher Techno-Musiker                                                                                        | 38    |                                                                                         |
| 12. Dezember | Slobodan Dušanić                         | jugoslawischer bzw. serbischer Historiker                                                                       | 73    |                                                                                         |
| 12. Dezember | Ingrid Fender                            | deutsche Politikerin                                                                                            | 68    |                                                                                         |
| 12. Dezember | Don Medford                              | US-amerikanischer Regisseur                                                                                     | 95    |                                                                                         |
| 12. Dezember | Lluís Maria de Puig                      | spanischer Politiker                                                                                            | 67    |                                                                                         |
| 12. Dezember | Luciano Negrini                          | italienischer Steuermann                                                                                        | 92    |                                                                                         |
| 12. Dezember | Milo Quesada                             | argentinischer Schauspieler                                                                                     | 82    |                                                                                         |
| 12. Dezember | Augustin Sagna                           | senegalesischer Bischof                                                                                         | 92    |                                                                                         |
| 12. Dezember | Jochen Schulte-Sasse                     | deutscher Germanist                                                                                             | 72    |                                                                                         |
| 12. Dezember | Caspar Erich Stemmer                     | brasilianischer Ingenieur                                                                                       | 82    |                                                                                         |
| 12. Dezember | Nityanand Swami                          | indischer Politiker                                                                                             | 85    |                                                                                         |
| 12. Dezember | Arthur Veinott                           | US-amerikanischer Mathematiker                                                                                  | 78    |                                                                                         |
| 13. Dezember | Andreu Alfaro                            | spanischer Bildhauer                                                                                            | 83    |                                                                                         |
| 13. Dezember | Georges Bellec                           | französischer Sänger                                                                                            | 94    |                                                                                         |
| 13. Dezember | Jan Blaha                                | tschechischer Bischof                                                                                           | 74    |                                                                                         |
| 13. Dezember | Eddie Burns                              | US-amerikanischer Bluesmusiker                                                                                  | 84    |                                                                                         |
| 13. Dezember | Gil Friesen                              | US-amerikanischer Musikmanager und Filmproduzent                                                                | 75    |                                                                                         |
| 13. Dezember | Jack Hanlon                              | US-amerikanischer Schauspieler                                                                                  | 96    |                                                                                         |
| 13. Dezember | Maurice Herzog                           | französischer Bergsteiger und Politiker                                                                         | 93    |                                                                                         |
| 13. Dezember | Sakari Jurkka                            | finnischer Schauspieler                                                                                         | 89    |                                                                                         |
| 13. Dezember | Otto Ketting                             | niederländischer Komponist                                                                                      | 77    |                                                                                         |
| 13. Dezember | Friedrich Karl Kienitz                   | deutscher Sachbuchautor, Altertumswissenschaftler sowie Motorsportler- und Journalist                           | 87    |                                                                                         |
| 13. Dezember | Natalja Kustinskaja                      | russische Schauspielerin                                                                                        | 74    |                                                                                         |
| 13. Dezember | Eduardo Pla                              | argentinischer Künstler                                                                                         | 60    |                                                                                         |
| 13. Dezember | Fritz Roth                               | deutscher Unternehmer                                                                                           | 63    |                                                                                         |
| 13. Dezember | Hans-Peter Schmidt                       | deutscher Ruderer                                                                                               | 73    |                                                                                         |
| 13. Dezember | David Tait                               | englischer Rugby-Spieler                                                                                        | 25    |                                                                                         |
| 13. Dezember | Thulukhanam Shunmugham                   | indischer Fußballspieler                                                                                        | 92    |                                                                                         |
| 13. Dezember | Olga Tschaikowskaja                      | sowjetische bzw. russische Mittelalterhistorikerin, Journalistin, Menschenrechtsaktivistin und Schriftstellerin | 95    |                                                                                         |
| 13. Dezember | Thea Woost                               | deutsche Politikerin                                                                                            | 81    |                                                                                         |
| 13. Dezember | Abdessalam Yassine                       | marokkanischer Islam-Gelehrter                                                                                  | 84    |                                                                                         |
| 14. Dezember | Alida Chelli                             | italienische Sängerin und Schauspielerin                                                                        | 69    |                                                                                         |
| 14. Dezember | James P. Czekanski                       | US-amerikanischer Offizier, Generalmajor der US Air Force                                                       | 66    |                                                                                         |
| 14. Dezember | Adelina Kondratjewa                      | russische Antifaschistin                                                                                        | 92    |                                                                                         |
| 14. Dezember | Egbert Harzheim                          | deutscher Mathematiker                                                                                          | 80    |                                                                                         |
| 14. Dezember | Alfred Heider                            | deutscher Fußballspieler                                                                                        | 87    |                                                                                         |
| 14. Dezember | Herbert Heinrich                         | deutscher Autor und Wanderführer                                                                                | 90    | [ 5 ]                                                                                   |
| 14. Dezember | Klaus Köste                              | deutscher Geräteturner                                                                                          | 69    |                                                                                         |
| 14. Dezember | Jarvi Mejía                              | kolumbianisch-venezolanischer Fußballspieler                                                                    | 32    |                                                                                         |
| 14. Dezember | John F. Strasser                         | Schweizer Manager                                                                                               | 87    |                                                                                         |
| 14. Dezember | Shōmei Tōmatsu                           | japanischer Fotograf                                                                                            | 82    |                                                                                         |
| 14. Dezember | Hans-Joachim Weimann                     | deutscher Forstwissenschaftler                                                                                  | 80    |                                                                                         |
| 15. Dezember | Fred Alexander                           | deutscher Schauspieler                                                                                          | 85    |                                                                                         |
| 15. Dezember | Owoye Andrew Azazi                       | nigerianischer General                                                                                          | 60    |                                                                                         |
| 15. Dezember | Manfred Böttcher (SED-Funktionär)        | SED-Funktionär, Generaldirektor der DEWAG                                                                       | 84    |                                                                                         |
| 15. Dezember | Manfred Bornemann                        | deutscher Geologe und Sachbuchautor                                                                             | 79    |                                                                                         |
| 15. Dezember | Hermann Edtbauer                         | österreichischer Volksschullehrer, Chorleiter, Rundfunkmoderator und Mundartautor                               | 101   |                                                                                         |
| 15. Dezember | Gerhard Fidelak                          | deutscher Volleyballtrainer                                                                                     | 69    |                                                                                         |
| 15. Dezember | Günter Groß                              | deutscher Fußballspieler                                                                                        | 66    |                                                                                         |
| 15. Dezember | Dick Hafer                               | US-amerikanischer Jazz-Saxophonist                                                                              | 85    |                                                                                         |
| 15. Dezember | Helene Joannidou-Manos                   | griechisch-deutsche Soziologin, Aktivistin und Autorin                                                          | 74    |                                                                                         |
| 15. Dezember | Jürgen Peter Ravens                      | deutscher Zeitungsverleger und Autor                                                                            | 80    |                                                                                         |
| 15. Dezember | Carl Riha                                | österreichischer Opernregisseur                                                                                 | 89    | Traueranzeige in der Freien Presse, Lokalausgabe Chemnitz vom 19. Dezember 2012, S. 14. |
| 15. Dezember | Rüdiger Sander                           | deutscher Schauspieler                                                                                          | 71    | [ 6 ]                                                                                   |
| 15. Dezember | Vitali Stesin                            | russischer Maler                                                                                                | 72    |                                                                                         |
| 15. Dezember | Takeshi Urata                            | japanischer Astronom                                                                                            | 65    |                                                                                         |
| 15. Dezember | Konstantin Wanschenkin                   | russischer Dichter                                                                                              | 86    |                                                                                         |
| 15. Dezember | Patrick Ibrahim Yakowa                   | nigerianischer Politiker                                                                                        | 64    |                                                                                         |
| 16. Dezember | Axel Anderson                            | puerto-ricanischer Schauspieler                                                                                 | 83    |                                                                                         |
| 26. Dezember | Gerhard W. Baur                          | deutscher Germanist, Linguist und Dialektologe                                                                  | 80    |                                                                                         |
| 16. Dezember | John Chen Shizhong                       | chinesischer Bischof                                                                                            | 95    |                                                                                         |
| 16. Dezember | Febo Conti                               | italienischer Moderator                                                                                         | 85    |                                                                                         |
| 16. Dezember | Andrzej Dłużniewski                      | polnischer Künstler                                                                                             | 73    |                                                                                         |
| 16. Dezember | Werner Eberhardt                         | deutscher Sportreporter                                                                                         | 87    |                                                                                         |
| 16. Dezember | Elwood V. Jensen                         | US-amerikanischer Chemiker und Physiologe                                                                       | 92    |                                                                                         |
| 16. Dezember | Laurier LaPierre                         | kanadischer Politiker und Autor                                                                                 | 83    |                                                                                         |
| 16. Dezember | Iñaki Lejarreta                          | spanischer Mountainbikefahrer                                                                                   | 29    |                                                                                         |
| 16. Dezember | Adam Ndlovu                              | simbabwischer Fußballspieler                                                                                    | 42    |                                                                                         |
| 16. Dezember | Enrique Oltuski                          | kubanischer Politiker und Revolutionär                                                                          | 82    |                                                                                         |
| 16. Dezember | Michail Sergejewitsch Kolesnikow         | russisch-sowjetischer Schriftsteller                                                                            | 94    |                                                                                         |
| 16. Dezember | Lynda Wiesmeier                          | britischer Schauspieler und Synchronsprecher                                                                    | 49    |                                                                                         |
| 16. Dezember | Felix Wittmann                           | deutscher Kommunalpolitiker (CDU), Bürgermeister von Heiligenhaus                                               | 89    |                                                                                         |
| 17. Dezember | Mélomé Clément                           | beninischer Musiker                                                                                             | 68    |                                                                                         |
| 17. Dezember | Manfred Feist                            | deutscher Politiker                                                                                             | 82    |                                                                                         |
| 17. Dezember | Asita Hamidi                             | Schweizer Musikerin                                                                                             | 51    |                                                                                         |
| 17. Dezember | Daniel Inouye                            | US-amerikanischer Politiker                                                                                     | 88    |                                                                                         |
| 17. Dezember | Peter B. Kenen                           | US-amerikanischer Ökonom                                                                                        | 80    |                                                                                         |
| 17. Dezember | Dina Manfredini                          | italienisch-US-amerikanische Altersrekordlerin                                                                  | 115   |                                                                                         |
| 17. Dezember | Arnaldo Mesa                             | kubanischer Boxer                                                                                               | 45    |                                                                                         |
| 17. Dezember | Colin Spedding                           | britischer Agrarwissenschaftler                                                                                 | 87    |                                                                                         |
| 18. Dezember | Georgi Kalojantschew                     | bulgarischer Schauspieler                                                                                       | 87    |                                                                                         |
| 18. Dezember | Mario Ramos                              | belgischer Kinderbuchautor                                                                                      | 54    |                                                                                         |
| 18. Dezember | Anatoli Sajajew                          | sowjetischer bzw. ukrainischer Fußballspieler und -trainer                                                      | 81    |                                                                                         |
| 18. Dezember | Mustafa Ould Salek                       | mauretanischer Politiker                                                                                        | 76    |                                                                                         |
| 18. Dezember | Alibak Steenholdt                        | grönländischer Verwaltungsjurist und Beamter                                                                    | 78    |                                                                                         |
| 18. Dezember | Danny Steinmann                          | US-amerikanischer Filmregisseur und Drehbuchautor                                                               | 70    |                                                                                         |
| 18. Dezember | Hrizostom Milan Stolić                   | serbischer Bischof                                                                                              | 73    |                                                                                         |
| 18. Dezember | Rudolf Thurmayr                          | deutscher Medizinstatistiker                                                                                    | 86    |                                                                                         |
| 18. Dezember | Marcus Worsley                           | britischer Politiker                                                                                            | 87    |                                                                                         |
| 19. Dezember | Inez Andrews                             | US-amerikanische Gospelsängerin                                                                                 | 83    |                                                                                         |
| 19. Dezember | Kristina Böttrich-Merdjanowa             | deutsche Grafikerin                                                                                             | 79    |                                                                                         |
| 19. Dezember | Robert Bork                              | US-amerikanischer Jurist und Politiker                                                                          | 85    |                                                                                         |
| 19. Dezember | Ken Chaney                               | US-amerikanischer Jazzpianist                                                                                   | 73    |                                                                                         |
| 19. Dezember | Paul Crauchet                            | französischer Schauspieler                                                                                      | 92    |                                                                                         |
| 19. Dezember | Colin Davis                              | britischer Rennfahrer                                                                                           | 79    |                                                                                         |
| 19. Dezember | Georges Jobé                             | belgischer Motocross-Rennfahrer                                                                                 | 51    |                                                                                         |
| 19. Dezember | Amnon Lipkin-Schachak                    | israelischer General und Politiker                                                                              | 68    |                                                                                         |
| 19. Dezember | Larry Morris                             | US-amerikanischer American-Football-Spieler                                                                     | 79    |                                                                                         |
| 19. Dezember | Iván Mulkay                              | kubanischer Schauspieler                                                                                        | 72    | [ 7 ]                                                                                   |
| 19. Dezember | Keiji Nakazawa                           | japanischer Manga-Zeichner                                                                                      | 73    |                                                                                         |
| 19. Dezember | Friedrich Niederl                        | österreichischer Politiker                                                                                      | 92    |                                                                                         |
| 19. Dezember | Erich Paulmichl                          | deutscher Karikaturist                                                                                          | 57    |                                                                                         |
| 19. Dezember | Peter Struck                             | deutscher Politiker                                                                                             | 69    |                                                                                         |
| 20. Dezember | Tilmann Beller                           | deutscher Theologe und Priester                                                                                 | 74    |                                                                                         |
| 20. Dezember | Leslie Claudius                          | indischer Feldhockeyspieler                                                                                     | 85    |                                                                                         |
| 20. Dezember | Richard Crandall                         | US-amerikanischer Informatiker und Physiker                                                                     | 64    |                                                                                         |
| 20. Dezember | Willi Conrad                             | deutscher Fußballspieler                                                                                        | 89    |                                                                                         |
| 20. Dezember | Gilbert Klien                            | österreichischer Komponist und Pianist                                                                          | 83    |                                                                                         |
| 20. Dezember | Jimmy McCracklin                         | US-amerikanischer Bluesmusiker                                                                                  | 91    |                                                                                         |
| 20. Dezember | Wiktor Merschanow                        | russischer Pianist                                                                                              | 93    |                                                                                         |
| 20. Dezember | Heinz Padberg                            | deutscher Ministerialbeamter und Staatssekretär in Brandenburg                                                  | 81    |                                                                                         |
| 20. Dezember | Aleksander Pełczyński                    | polnischer Mathematiker                                                                                         | 80    |                                                                                         |
| 20. Dezember | Albert Renaud                            | kanadischer Eishockeyspieler und -trainer                                                                       | 92    |                                                                                         |
| 20. Dezember | Thelma Reston                            | brasilianische Schauspielerin                                                                                   | 73    |                                                                                         |
| 20. Dezember | Robert Siegel                            | US-amerikanischer Schriftsteller, Dichter und Anglist                                                           | 73    |                                                                                         |
| 20. Dezember | Dennis Stevens                           | englischer Fußballspieler                                                                                       | 79    |                                                                                         |
| 20. Dezember | Italia Vaniglio                          | italienische Sängerin                                                                                           | 86    |                                                                                         |
| 21. Dezember | Wolfgang Bell                            | deutscher Kommunalpolitiker                                                                                     | 75    |                                                                                         |
| 21. Dezember | Jarl Borssén                             | schwedischer Schauspieler und Komiker                                                                           | 75    |                                                                                         |
| 21. Dezember | Curtis Crider                            | US-amerikanischer Rennfahrer                                                                                    | 82    |                                                                                         |
| 21. Dezember | Lee Dorman                               | US-amerikanischer Musiker                                                                                       | 70    |                                                                                         |
| 21. Dezember | Friedrich Kolb                           | deutscher Arzt                                                                                                  | 95    |                                                                                         |
| 21. Dezember | Shane McEntee                            | irischer Politiker                                                                                              | 56    |                                                                                         |
| 21. Dezember | Johann Schäffler                         | deutscher Ingenieur und Manager                                                                                 | 77    |                                                                                         |
| 21. Dezember | Peter Wapnewski                          | deutscher Altgermanist                                                                                          | 90    |                                                                                         |
| 21. Dezember | Wolfgang Wechsler                        | deutscher Mediziner                                                                                             | 82    |                                                                                         |
| 22. Dezember | Peter Anker                              | norwegischer Kunsthistoriker und Museumsdirektor                                                                | 85    |                                                                                         |
| 22. Dezember | Paul Borowski                            | deutscher Segelsportler                                                                                         | 75    |                                                                                         |
| 22. Dezember | Heinz-Wilhelm Fölster                    | deutscher Politiker                                                                                             | 87    |                                                                                         |
| 22. Dezember | Emidio Greco                             | italienischer Filmregisseur                                                                                     | 74    |                                                                                         |
| 22. Dezember | Květa Legátová                           | tschechische Schriftstellerin                                                                                   | 93    |                                                                                         |
| 22. Dezember | Cliff Osmond                             | US-amerikanischer Schauspieler                                                                                  | 75    |                                                                                         |
| 22. Dezember | Maria Rudolf                             | italienische Widerstandskämpferin und Holocaust-Überlebende                                                     | 86    |                                                                                         |
| 22. Dezember | Hans Samer                               | österreichischer Musiker                                                                                        | 64    |                                                                                         |
| 22. Dezember | Mike Scaccia                             | US-amerikanischer Musiker                                                                                       | 47    |                                                                                         |
| 22. Dezember | Segismundo Spina                         | brasilianischer Romanist und Lusitanist                                                                         | 91    |                                                                                         |
| 22. Dezember | Mira Wanting                             | dänische Schauspielerin                                                                                         | 34    |                                                                                         |
| 22. Dezember | Guntram Weissenberger                    | österreichisch-US-amerikanischer Architekt und Bauunternehmer                                                   | 86    |                                                                                         |
| 22. Dezember | Marva Whitney                            | US-amerikanische Sängerin                                                                                       | 68    |                                                                                         |
| 22. Dezember | Arkadi Worobjow                          | sowjetischer Gewichtheber                                                                                       | 88    |                                                                                         |
| 23. Dezember | Barbara Blüher                           | deutsche Gebrauchsgrafikerin                                                                                    | 69    |                                                                                         |
| 23. Dezember | Dennis Greenland                         | britischer Bodenkundler                                                                                         | 82    |                                                                                         |
| 23. Dezember | Lêdo Ivo                                 | brasilianischer Schriftsteller                                                                                  | 88    |                                                                                         |
| 23. Dezember | Klemens von Klemperer                    | deutsch-US-amerikanischer Historiker                                                                            | 96    |                                                                                         |
| 23. Dezember | Aldo Menzione                            | italienischer Physiker                                                                                          | 69    | [ 8 ]                                                                                   |
| 23. Dezember | Dietrich Neumann                         | deutscher Zoologe                                                                                               | 81    |                                                                                         |
| 23. Dezember | Klaus Stolberg                           | deutscher Musiker und Hochschullehrer                                                                           | 68    |                                                                                         |
| 23. Dezember | Cristian Tudor                           | rumänischer Fußballspieler                                                                                      | 30    |                                                                                         |
| 23. Dezember | Evelyn Ward                              | US-amerikanische Schauspielerin                                                                                 | 89    |                                                                                         |
| 24. Dezember | Richard Rodney Bennett                   | britischer Komponist                                                                                            | 76    | [ 9 ]                                                                                   |
| 24. Dezember | Frank Christian                          | US-amerikanischer Gitarrist und Songwriter                                                                      | 60    |                                                                                         |
| 24. Dezember | Ray Collins                              | US-amerikanischer Sänger                                                                                        | 76    |                                                                                         |
| 24. Dezember | Charles Durning                          | US-amerikanischer Schauspieler                                                                                  | 89    |                                                                                         |
| 24. Dezember | Roger Fourme                             | französischer Physiker                                                                                          | 70    |                                                                                         |
| 24. Dezember | Carolina Griño-Aquino                    | philippinische Juristin                                                                                         | 89    |                                                                                         |
| 24. Dezember | Jack Klugman                             | US-amerikanischer Schauspieler                                                                                  | 90    |                                                                                         |
| 24. Dezember | Xavier Mabille                           | belgischer Politikwissenschaftler                                                                               | 79    |                                                                                         |
| 24. Dezember | Sándor Mahunka                           | ungarischer Zoologe                                                                                             | 75    |                                                                                         |
| 24. Dezember | Jindřiška Smetanová                      | tschechische Schriftstellerin, Übersetzerin und Drehbuchautorin                                                 | 89    |                                                                                         |
| 24. Dezember | Victor Vyssotsky                         | Mathematiker und Informatiker                                                                                   | 81    |                                                                                         |
| 25. Dezember | Jane Holmes Dixon                        | US-amerikanische Bischöfin                                                                                      | 75    |                                                                                         |
| 25. Dezember | Peter Ebert                              | deutsch-britischer Opernregisseur                                                                               | 94    |                                                                                         |
| 25. Dezember | Şerafettin Elçi                          | türkisch-kurdischer Politiker                                                                                   | 74    | [ 10 ]                                                                                  |
| 25. Dezember | Halfdan Hegtun                           | norwegischer Philologe, Autor, Reporter, Komiker und Politiker                                                  | 94    |                                                                                         |
| 25. Dezember | Edward Thomas Hughes                     | US-amerikanischer Bischof                                                                                       | 92    |                                                                                         |
| 25. Dezember | Rudolf Müller                            | deutscher Bischof                                                                                               | 81    |                                                                                         |
| 25. Dezember | Othmar Schneider                         | österreichischer Skirennläufer                                                                                  | 84    |                                                                                         |
| 25. Dezember | Joachim Seyppel                          | deutscher Schriftsteller und Literaturwissenschaftler                                                           | 93    |                                                                                         |
| 25. Dezember | Juri Kravets                             | ukrainischer Akkordeonist                                                                                       | 55    |                                                                                         |
| 25. Dezember | Peter Tanz                               | deutscher evangelisch-lutherischer Pfarrer                                                                      | 74    |                                                                                         |
| 25. Dezember | Jože Zidar                               | jugoslawischer Skispringer und slowenischer Journalist                                                          | 85    |                                                                                         |
| 26. Dezember | Gerry Anderson                           | britischer Marionettenkünstler und Filmregisseur                                                                | 83    |                                                                                         |
| 26. Dezember | Fontella Bass                            | US-amerikanische Sängerin                                                                                       | 72    |                                                                                         |
| 26. Dezember | Paul Bateman                             | US-amerikanischer Mathematiker                                                                                  | 93    |                                                                                         |
| 26. Dezember | Uwe Boldt                                | deutscher Journalist                                                                                            | 84    |                                                                                         |
| 26. Dezember | Étienne Burin des Roziers                | französischer Diplomat                                                                                          | 99    |                                                                                         |
| 26. Dezember | Petros Daktylidis                        | griechischer Bischof                                                                                            | 85    |                                                                                         |
| 26. Dezember | Dmitri Igorewitsch Djakonow              | russischer Physiker                                                                                             | 63    |                                                                                         |
| 26. Dezember | Franz Flintrop                           | deutscher Philosophieprofessor und Hochschulrektor                                                              | 92    |                                                                                         |
| 26. Dezember | Han van Gelder                           | niederländischer Dokumentarfilmer                                                                               | 89    |                                                                                         |
| 26. Dezember | Joop Butter                              | niederländischer Fußballspieler                                                                                 | 76    |                                                                                         |
| 26. Dezember | Winnie Jakob                             | österreichische Karikaturistin                                                                                  | 85    |                                                                                         |
| 26. Dezember | Irving Saraf                             | US-amerikanische Regisseur, Filmproduzent, Kameramann                                                           | 80    |                                                                                         |
| 26. Dezember | Rita Schober                             | deutsche Romanistin                                                                                             | 94    |                                                                                         |
| 26. Dezember | Hans-Jürgen Sterly                       | deutscher Schulleiter und Autor                                                                                 | 74    |                                                                                         |
| 26. Dezember | Annelie Thorndike                        | deutsche Dokumentarfilmerin                                                                                     | 87    |                                                                                         |
| 26. Dezember | Ty Ziegel                                | US-amerikanischer Marinesoldat                                                                                  | 30    |                                                                                         |
| 27. Dezember | Walentin Boreiko                         | sowjetischer Ruderer und Rudertrainer                                                                           | 79    |                                                                                         |
| 27. Dezember | Augusto Bracca                           | venezolanischer Folk-Musiker                                                                                    | 94    |                                                                                         |
| 27. Dezember | Harry Carey junior                       | US-amerikanischer Schauspieler                                                                                  | 91    |                                                                                         |
| 27. Dezember | Lloyd Charmers                           | jamaikanischer Sänger, Musiker, Komponist und Musikproduzent                                                    | 66    |                                                                                         |
| 27. Dezember | Maurice Delorme                          | französischer Bischof                                                                                           | 93    |                                                                                         |
| 27. Dezember | Gaston Gaudard                           | Schweizer Wirtschaftswissenschaftler                                                                            | 79    |                                                                                         |
| 27. Dezember | Paul Khoarai                             | lesothischer Bischof                                                                                            | 79    |                                                                                         |
| 27. Dezember | Jorma Kortelainen                        | finnischer Skilangläufer                                                                                        | 80    |                                                                                         |
| 27. Dezember | Wilhelm Lohmeyer                         | deutscher Botaniker                                                                                             | 100   |                                                                                         |
| 27. Dezember | Jesco von Puttkamer                      | deutsch-US-amerikanischer Raumfahrtingenieur und Publizist                                                      | 79    |                                                                                         |
| 27. Dezember | Walter Scheuer                           | österreichischer Schauspieler                                                                                   | 85    |                                                                                         |
| 27. Dezember | Norman Schwarzkopf, Jr.                  | US-amerikanischer General                                                                                       | 78    |                                                                                         |
| 27. Dezember | Noriko Sengoku                           | japanische Schauspielerin                                                                                       | 90    |                                                                                         |
| 27. Dezember | Wladimir Iwanowitsch Sinjawski           | sowjetischer Ringer                                                                                             | 80    | [ 11 ]                                                                                  |
| 27. Dezember | Takashi Taniguchi                        | japanischer Synchronsprecher                                                                                    | 65    |                                                                                         |
| 27. Dezember | Tingye Li                                | chinesisch-US-amerikanischer Physiker                                                                           | 81    |                                                                                         |
| 27. Dezember | Salt Walther                             | US-amerikanischer Automobil- und Motorbootrennfahrer                                                            | 65    |                                                                                         |
| 27. Dezember | Wanda Zeman                              | polnische Filmeditorin                                                                                          | 60    |                                                                                         |
| 28. Dezember | Nicholas N. Ambraseys                    | griechisch-britischer Bauingenieur                                                                              | 83    |                                                                                         |
| 28. Dezember | Jayne Cortez                             | US-amerikanische Schriftstellerin und Vokalimprovisatorin                                                       | 78    |                                                                                         |
| 28. Dezember | Mark Crispin                             | US-amerikanischer Softwareentwickler                                                                            | 56    |                                                                                         |
| 28. Dezember | Václav Drobný                            | tschechischer Fußballspieler                                                                                    | 32    |                                                                                         |
| 28. Dezember | Ilse Härter                              | deutsche evangelische Theologin                                                                                 | 100   |                                                                                         |
| 28. Dezember | Norbert Schulz                           | deutscher Hochschullehrer                                                                                       | 51    |                                                                                         |
| 28. Dezember | Albrecht Steinwachs                      | deutscher evangelischer Geistlicher und Historiker                                                              | 78    |                                                                                         |
| 29. Dezember | Bob Astles                               | britischer Soldat und Kolonialbeamter in Uganda                                                                 | 88    |                                                                                         |
| 29. Dezember | Mike Auldridge                           | US-amerikanischer Bluegrass-Musiker                                                                             | 73    |                                                                                         |
| 29. Dezember | Peter Böhm                               | österreichischer Rechtswissenschafter und Politiker (FPÖ), Mitglied des Bundesrates                             | 69    |                                                                                         |
| 29. Dezember | Helmut Böhme                             | deutscher Historiker und Hochschulpräsident                                                                     | 76    |                                                                                         |
| 29. Dezember | Péter Dely                               | ungarischer Schachspieler                                                                                       | 78    |                                                                                         |
| 29. Dezember | Tony Greig                               | englischer Cricketspieler und -kommentator                                                                      | 66    |                                                                                         |
| 29. Dezember | Eric W. Gritsch                          | US-amerikanischer evangelischer Theologe und Kirchenhistoriker                                                  | 81    |                                                                                         |
| 29. Dezember | Czesław Janicki                          | polnischer Agrarwissenschaftler und Politiker                                                                   | 86    |                                                                                         |
| 29. Dezember | Thomas L. Jentz                          | US-amerikanischer Autor                                                                                         | 66    |                                                                                         |
| 29. Dezember | Eckehard Kiem                            | deutscher Musiktheoretiker und Komponist                                                                        | 62    |                                                                                         |
| 29. Dezember | Sergio Liñán „El Afinaito“               | kolumbianischer Sänger                                                                                          | 36    |                                                                                         |
| 29. Dezember | Jyoti Singh Pandey                       | indisches Mordopfer                                                                                             | 23    |                                                                                         |
| 29. Dezember | Helmut J. Psotta                         | deutscher Bildender Künstler, Maler und Zeichner, Kunstpädagoge                                                 | 75    |                                                                                         |
| 29. Dezember | William Rees-Mogg, Baron Rees-Mogg       | britischer Journalist und Politiker                                                                             | 84    |                                                                                         |
| 29. Dezember | Salvador Reyes                           | mexikanischer Fußballspieler                                                                                    | 76    |                                                                                         |
| 29. Dezember | Paulo Rocha                              | portugiesischer Filmregisseur                                                                                   | 77    |                                                                                         |
| 29. Dezember | Günter Schoknecht                        | deutscher Ingenieur und Medizintechniker                                                                        | 82    |                                                                                         |
| 29. Dezember | Ignacy Tokarczuk                         | polnischer Erzbischof                                                                                           | 94    |                                                                                         |
| 29. Dezember | Jean Topart                              | französischer Schauspieler                                                                                      | 90    |                                                                                         |
| 30. Dezember | Hans Björk                               | schwedischer Diplomat                                                                                           | 87    |                                                                                         |
| 30. Dezember | Domna Ganewa                             | bulgarische Schauspielerin                                                                                      | 77    |                                                                                         |
| 30. Dezember | Mike Hopkins                             | neuseeländischer Film-Tontechniker                                                                              | 53    |                                                                                         |
| 30. Dezember | Beate Sirota                             | österreichisch-US-amerikanische Übersetzerin und Frauenrechtlerin                                               | 89    |                                                                                         |
| 30. Dezember | Heinrich Junker                          | deutscher Politiker                                                                                             | 89    |                                                                                         |
| 30. Dezember | Konstantin Kobez                         | russischer General                                                                                              | 73    |                                                                                         |
| 30. Dezember | James LaRue                              | US-amerikanischer Tontechniker                                                                                  | 78    |                                                                                         |
| 30. Dezember | Eberhard Layher                          | deutscher Erfinder und Unternehmer                                                                              | 91    | [ 12 ]                                                                                  |
| 30. Dezember | Rita Levi-Montalcini                     | italienische Neurologin                                                                                         | 103   |                                                                                         |
| 30. Dezember | Barthélémy Mesas                         | französischer Fußballspieler                                                                                    | 81    |                                                                                         |
| 30. Dezember | Göran Nilsson                            | schwedischer Kameramann, Drehbuchautor, Filmregisseur und Filmproduzent                                         | 66    |                                                                                         |
| 30. Dezember | Gloria Pall                              | US-amerikanisches Model und Schauspielerin                                                                      | 85    |                                                                                         |
| 30. Dezember | Emanuel Schaffer                         | israelischer Fußballtrainer                                                                                     | 89    |                                                                                         |
| 30. Dezember | Sonam Topgyal                            | tibetischer Politiker                                                                                           | 71    |                                                                                         |
| 30. Dezember | Ekkehard Tschirner                       | deutscher Luftverkehrskaufmann                                                                                  | 69    |                                                                                         |
| 30. Dezember | Beat Unternährer                         | Schweizer Politiker                                                                                             | 70    |                                                                                         |
| 30. Dezember | Carl Woese                               | US-amerikanischer Biologe                                                                                       | 84    |                                                                                         |
| 31. Dezember | Moisès Broggi                            | spanischer Arzt und Pazifist                                                                                    | 104   |                                                                                         |
| 31. Dezember | Sergio de Castro                         | argentinisch-französischer Maler                                                                                | 90    |                                                                                         |
| 31. Dezember | Susana Dalmás                            | uruguayische Politikerin                                                                                        | 64    |                                                                                         |
| 31. Dezember | Velta Līne                               | lettisch-sowjetische Schauspielerin                                                                             | 89    |                                                                                         |
| 31. Dezember | António Alves Marques Júnior             | portugiesischer Offizier                                                                                        | 66    |                                                                                         |
| 31. Dezember | James B. Reuter                          | US-amerikanischer Jesuit                                                                                        | 96    |                                                                                         |
| 31. Dezember | Günter Rössler                           | deutscher Fotograf                                                                                              | 86    |                                                                                         |
| 31. Dezember | Andreu Vivó                              | spanischer Turner                                                                                               | 34    |                                                                                         |
| 31. Dezember | Heinz Wackers                            | deutscher Eishockeytorwart                                                                                      | 87    |                                                                                         |